# 津田左右吉博士記念館
津田左右吉博士記念館（つだそうきちはくしきねんかん）とは、岐阜県美濃加茂市にある津田左右吉に関する博物館である。

## 概要
美濃加茂市下米田町東栃井（旧・加茂郡栃井村）出身の津田左右吉博士の遺徳と業績を顕彰。及び遺品、研究資料、著書等を管理、公開する施設である。2001年（平成13年）3月に開館。
建物は美濃加茂市下米田町東栃井にあった津田左右吉の生家を美濃加茂市立下米田小学校の隣接地に移築（一部復元）したものである。建物は桁行き9間、梁行き4間半の明治初期の建築の平屋建てであり、当初は茅葺き入母屋屋根であった。

## 館内
- 展示スペース　（2室）
- 和室　（5室）

## 施設概要
- 開館時間：9:30 - 16:30
- 休館日：毎週月曜日（月曜日が祝日の場合、火曜日が休館日）、年末年始（12月29日～1月3日）
- 入館料：無料

## 交通アクセス
- JR高山本線古井駅下車、徒歩約20分。
- あい愛バスむくの木・そうきち線「下米田交流センター」バス停より徒歩すぐ。